# إرنست يوهان شميتز
إرنست يوهان شميتز (بالألمانية: Ernst Schmitz)‏ (و. 1845 – 1922 م) هو عالم حيواني، وعالم طيور، وكاهن كاثوليكي، وعالم حشرات من ألمانيا، والبرتغال، توفي في حيفا، عن عمر يناهز 77 عاماً.